# Tigridia molseediana
Tigridia molseediana är en irisväxtart som beskrevs av Pierfelice Ravenna. Tigridia molseediana ingår i släktet Tigridia och familjen irisväxter. Inga underarter finns listade i Catalogue of Life.